# Großer Preis der Niederlande 1983
Der Große Preis der Niederlande 1983 (offiziell XXX Grote Prijs van Nederland) fand am 28. August auf dem Circuit Park Zandvoort in Zandvoort statt und war das zwölfte Rennen der Formel-1-Weltmeisterschaft 1983.

## Berichte

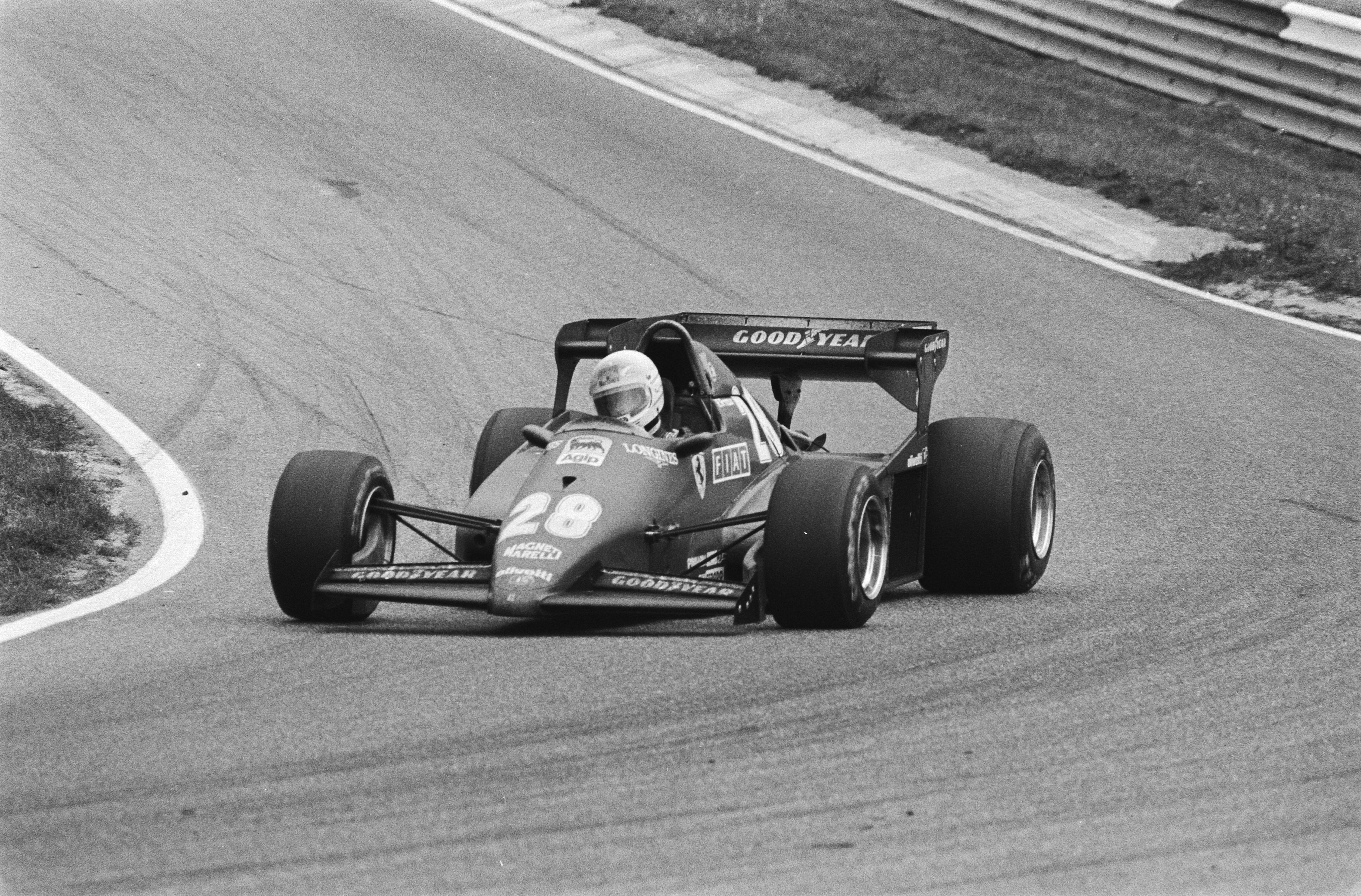
Rennsieger René Arnoux während des Rennens.

### Hintergrund
An diesem Wochenende trat erstmals McLaren mit einem Turbomotor an und war somit nach Renault, Ferrari, Toleman, Alfa Romeo, Brabham, ATS, Lotus und Spirit das neunte der 16 an der Weltmeisterschaft teilnehmenden Teams, das über einen solchen Antrieb verfügte. Das von Porsche mit Unterstützung von TAG entwickelte V6-Aggregat wurde in den MP4/1E von Niki Lauda eingebaut.

### Training
Nelson Piquet qualifizierte sich zum ersten und einzigen Mal in dieser Saison für die Pole-Position. Ihm folgte Patrick Tambay vor Elio de Angelis und dem in der Fahrerweltmeisterschaft zu diesem Zeitpunkt führenden Alain Prost. Die dritte Startreihe bildeten Nigel Mansell und Riccardo Patrese vor Derek Warwick und Andrea de Cesaris.
Marc Surer erreichte als Bester der Fahrer ohne Turbomotor den 14. Startplatz. Lauda qualifizierte sich trotz des Turbomotors nur für die 19. Position, vier Plätze hinter seinem Teamkollegen John Watson, der weiterhin mit dem herkömmlichen Ford-Cosworth-Motor antrat.

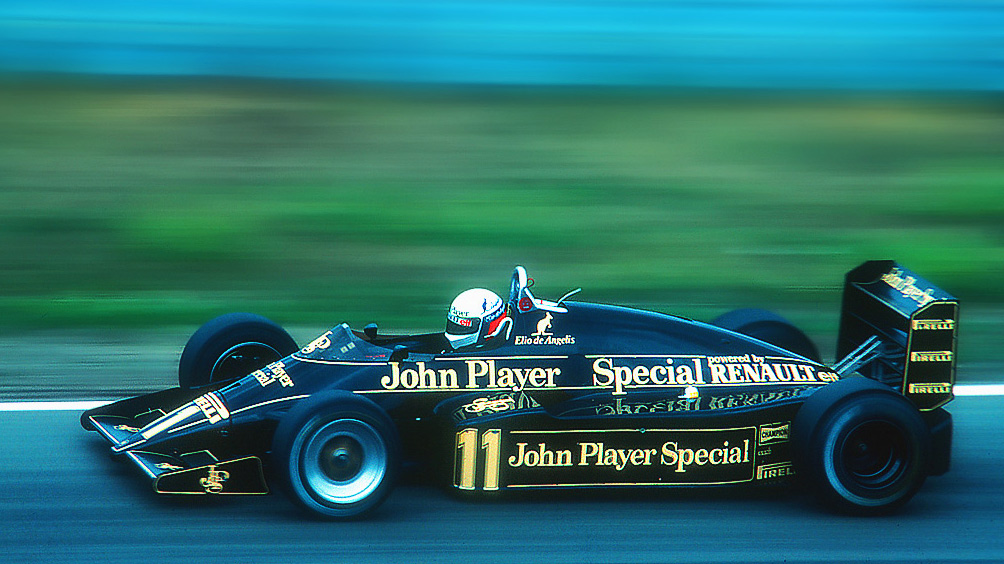
Elio de Angelis bevor er seinen Wagen abstellen musste.

### Rennen

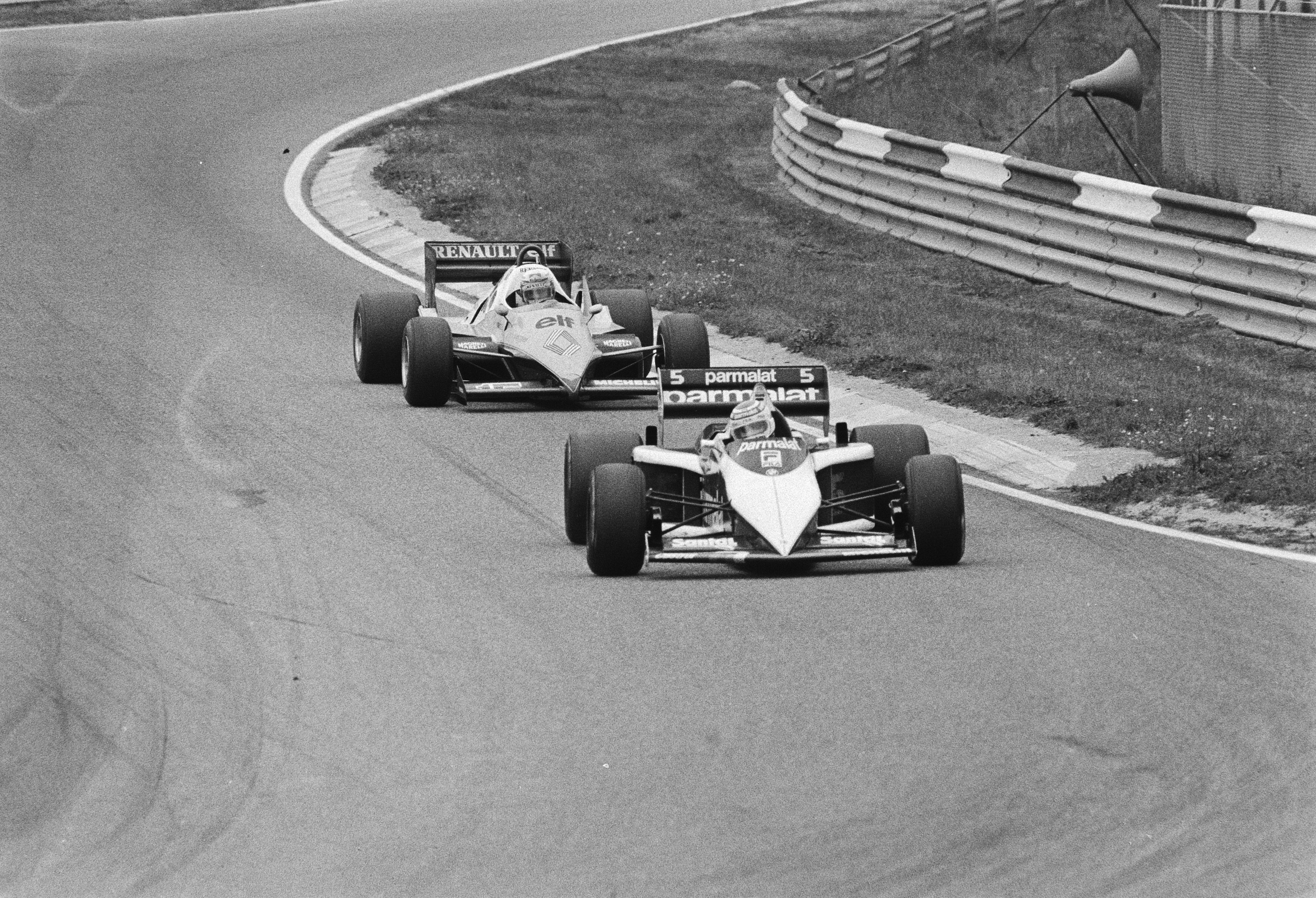
Die beiden WM-Konkurrenten Nelson Piquet (vorne) und Alain Prost während des Rennens.

Eddie Cheever gelang vom elften Startplatz aus ein sehr guter Start, der ihn auf den zweiten Rang hinter Piquet und vor Prost, Patrese und de Cesaris brachte. Tambay hingegen fiel vom zweiten auf den 21. Rang zurück.
Nach fünf Runden schied de Cesaris aufgrund eines Schadens am Motor aus. Im selben Umlauf wurde Cheever von Prost überholt. Vier Runden später zog auch Patrese an dem US-Amerikaner vorbei. Unterdessen befand sich der vom zehnten Rang aus gestartete René Arnoux auf dem Weg an die Spitze. In der 22. Runde übernahm er den dritten Rang von Patrese.
Kurz nach den inzwischen obligatorischen Boxenstopps kollidierte in der 42. Runde Prost aufgrund eines missglückten Überholversuchs in der Tarzanbocht mit dem führenden Piquet. Während dieser sofort ausschied, konnte Prost zunächst mit beschädigtem Frontflügel weiterfahren, musste jedoch kurz darauf aufgeben. Arnoux gelangte dadurch in Führung vor Patrese, Tambay und Watson.
In der 50. Runde wurde Manfred Winkelhock wegen Überholen in der Formation Lap disqualifiziert.
Ein Turboladerschaden an Patreses Wagen in der 70. Runde ermöglichte einen Ferrari-Doppelsieg, wodurch das Team den ersten Rang in der Konstrukteurs-Weltmeisterschaft einnahm. Watson wurde Dritter. Die restlichen Punktegewinner des Tages hießen Warwick, Mauro Baldi und Michele Alboreto. Für Warwick sowie für das Team Toleman waren dies die jeweils ersten WM-Punkte in der Formel 1.

## Meldeliste
| Team                           | Nr. | Fahrer             | Chassis         | Motor                       | Reifen |
| ------------------------------ | --- | ------------------ | --------------- | --------------------------- | ------ |
| TAG Williams Team              | 01  | Keke Rosberg       | Williams FW08C  | Ford Cosworth DFV 3.0 V8    | G      |
| TAG Williams Team              | 02  | Jacques Laffite    | Williams FW08C  | Ford Cosworth DFV 3.0 V8    | G      |
| Benetton Tyrrell Team          | 03  | Michele Alboreto   | Tyrrell 012     | Ford Cosworth DFV 3.0 V8    | G      |
| Benetton Tyrrell Team          | 04  | Danny Sullivan     | Tyrrell 011B    | Ford Cosworth DFV 3.0 V8    | G      |
| Fila Sport                     | 05  | Nelson Piquet      | Brabham BT52B   | BMW M12/13 1.5 L4t          | M      |
| Fila Sport                     | 06  | Riccardo Patrese   | Brabham BT52B   | BMW M12/13 1.5 L4t          | M      |
| Marlboro McLaren International | 07  | John Watson        | McLaren MP4/1C  | Ford Cosworth DFV 3.0 V8    | M      |
| Marlboro McLaren International | 08  | Niki Lauda         | McLaren MP4/1E  | TAG/Porsche TTE PO1 1.5 V6t | M      |
| Team ATS                       | 09  | Manfred Winkelhock | ATS D6          | BMW M12/13 1.5 L4t          | G      |
| John Player Team Lotus         | 11  | Elio de Angelis    | Lotus 94T       | Renault EF1 1.5 V6t         | P      |
| John Player Team Lotus         | 12  | Nigel Mansell      | Lotus 94T       | Renault EF1 1.5 V6t         | P      |
| Équipe Renault Elf             | 15  | Alain Prost        | Renault RE40    | Renault EF1 1.5 V6t         | M      |
| Équipe Renault Elf             | 16  | Eddie Cheever      | Renault RE40    | Renault EF1 1.5 V6t         | M      |
| RAM Automotive Team March      | 17  | Kenny Acheson      | RAM 01          | Ford Cosworth DFV 3.0 V8    | P      |
| Marlboro Team Alfa Romeo       | 22  | Andrea de Cesaris  | Alfa Romeo 183T | Alfa Romeo 890T 1.5 V8t     | M      |
| Marlboro Team Alfa Romeo       | 23  | Mauro Baldi        | Alfa Romeo 183T | Alfa Romeo 890T 1.5 V8t     | M      |
| Équipe Ligier Gitanes          | 25  | Jean-Pierre Jarier | Ligier JS21     | Ford Cosworth DFV 3.0 V8    | M      |
| Équipe Ligier Gitanes          | 26  | Raul Boesel        | Ligier JS21     | Ford Cosworth DFV 3.0 V8    | M      |
| Scuderia Ferrari SpA SEFAC     | 27  | Patrick Tambay     | Ferrari 126C3   | Ferrari 021 1.5 V6t         | G      |
| Scuderia Ferrari SpA SEFAC     | 28  | René Arnoux        | Ferrari 126C3   | Ferrari 021 1.5 V6t         | G      |
| Arrows Racing Team             | 29  | Marc Surer         | Arrows A6       | Ford Cosworth DFV 3.0 V8    | G      |
| Arrows Racing Team             | 30  | Thierry Boutsen    | Arrows A6       | Ford Cosworth DFV 3.0 V8    | G      |
| Osella Squadra Corse           | 31  | Corrado Fabi       | Osella FA1E     | Alfa Romeo 1260 3.0 V12     | M      |
| Osella Squadra Corse           | 32  | Piercarlo Ghinzani | Osella FA1E     | Alfa Romeo 1260 3.0 V12     | M      |
| Theodore Racing Team           | 33  | Roberto Guerrero   | Theodore N183   | Ford Cosworth DFV 3.0 V8    | G      |
| Theodore Racing Team           | 34  | Johnny Cecotto     | Theodore N183   | Ford Cosworth DFV 3.0 V8    | G      |
| Candy Toleman Motorsport       | 35  | Derek Warwick      | Toleman TG183B  | Hart 415T 1.5 L4t           | P      |
| Candy Toleman Motorsport       | 36  | Bruno Giacomelli   | Toleman TG183B  | Hart 415T 1.5 L4t           | P      |
| Spirit Racing                  | 40  | Stefan Johansson   | Spirit 201C     | Honda RA163-E 1.5 V6t       | G      |

## Klassifikationen

### Qualifying
| Pos. | Fahrer             | Konstrukteur        | Qualifikationstraining 1 | Qualifikationstraining 1 | Qualifikationstraining 2 | Qualifikationstraining 2 | Start |
| Pos. | Fahrer             | Konstrukteur        | Zeit                     | Ø-Geschwindigkeit        | Zeit                     | Ø-Geschwindigkeit        | Start |
| ---- | ------------------ | ------------------- | ------------------------ | ------------------------ | ------------------------ | ------------------------ | ----- |
| 01   | Nelson Piquet      | Brabham-BMW         | 1:17,194                 | 198,295 km/h             | 1:15,630                 | 202,396 km/h             | 01    |
| 02   | Patrick Tambay     | Ferrari             | 1:16,857                 | 199,165 km/h             | 1:16,370                 | 200,435 km/h             | 02    |
| 03   | Elio de Angelis    | Lotus-Renault       | 1:16,411                 | 200,327 km/h             | keine Zeit               | –                        | 03    |
| 04   | Alain Prost        | Renault             | 1:16,611                 | 199,804 km/h             | 1:16,642                 | 199,723 km/h             | 04    |
| 05   | Nigel Mansell      | Lotus-Renault       | 1:16,721                 | 199,518 km/h             | 1:16,711                 | 199,544 km/h             | 05    |
| 06   | Riccardo Patrese   | Brabham-BMW         | 1:17,544                 | 197,400 km/h             | 1:16,940                 | 198,950 km/h             | 06    |
| 07   | Derek Warwick      | Toleman-Hart        | 1:17,198                 | 198,285 km/h             | 1:17,666                 | 197,090 km/h             | 07    |
| 08   | Andrea de Cesaris  | Alfa Romeo          | 1:17,233                 | 198,195 km/h             | 1:17,552                 | 197,380 km/h             | 08    |
| 09   | Manfred Winkelhock | ATS-BMW             | 1:18,086                 | 196,030 km/h             | 1:17,306                 | 198,008 km/h             | 09    |
| 10   | René Arnoux        | Ferrari             | 1:18,202                 | 195,739 km/h             | 1:17,397                 | 197,775 km/h             | 10    |
| 11   | Eddie Cheever      | Renault             | 1:18,067                 | 196,078 km/h             | 1:17,676                 | 197,065 km/h             | 11    |
| 12   | Mauro Baldi        | Alfa Romeo          | 1:17,887                 | 196,531 km/h             | 1:18,885                 | 194,044 km/h             | 12    |
| 13   | Bruno Giacomelli   | Toleman-Hart        | 1:18,642                 | 194,644 km/h             | 1:17,902                 | 196,493 km/h             | 13    |
| 14   | Marc Surer         | Arrows-Ford         | 1:20,153                 | 190,975 km/h             | 1:19,696                 | 192,070 km/h             | 14    |
| 15   | John Watson        | McLaren-Ford        | 1:21,010                 | 188,954 km/h             | 1:19,787                 | 191,851 km/h             | 15    |
| 16   | Stefan Johansson   | Spirit-Honda        | 1:20,447                 | 190,277 km/h             | 1:19,966                 | 191,421 km/h             | 16    |
| 17   | Jacques Laffite    | Williams-Ford       | 1:21,395                 | 188,061 km/h             | 1:19,979                 | 191,390 km/h             | 17    |
| 18   | Michele Alboreto   | Tyrrell-Ford        | 1:20,149                 | 190,984 km/h             | 1:20,282                 | 190,668 km/h             | 18    |
| 19   | Niki Lauda         | McLaren-TAG-Porsche | 1:20,169                 | 190,937 km/h             | 1:21,050                 | 188,861 km/h             | 19    |
| 20   | Roberto Guerrero   | Theodore-Ford       | 1:21,592                 | 187,607 km/h             | 1:20,190                 | 190,887 km/h             | 20    |
| 21   | Thierry Boutsen    | Arrows-Ford         | 1:20,245                 | 190,756 km/h             | 1:20,257                 | 190,727 km/h             | 21    |
| 22   | Jean-Pierre Jarier | Ligier-Ford         | 1:20,381                 | 190,433 km/h             | 1:20,247                 | 190,751 km/h             | 22    |
| 23   | Keke Rosberg       | Williams-Ford       | 1:20,666                 | 189,760 km/h             | 1:20,391                 | 190,409 km/h             | 23    |
| 24   | Raul Boesel        | Ligier-Ford         | 1:21,738                 | 187,272 km/h             | 1:20,660                 | 189,774 km/h             | 24    |
| 25   | Corrado Fabi       | Osella-Alfa Romeo   | 1:22,047                 | 186,566 km/h             | 1:20,815                 | 189,410 km/h             | 25    |
| 26   | Danny Sullivan     | Tyrrell-Ford        | 1:20,863                 | 189,298 km/h             | 1:20,842                 | 189,347 km/h             | 26    |
| DNQ  | Piercarlo Ghinzani | Osella-Alfa Romeo   | 1:21,763                 | 187,214 km/h             | 1:20,926                 | 189,151 km/h             | –     |
| DNQ  | Johnny Cecotto     | Theodore-Ford       | 1:21,734                 | 187,281 km/h             | 1:20,955                 | 189,083 km/h             | –     |
| DNQ  | Kenny Acheson      | RAM-Ford            | 1:23,425                 | 183,485 km/h             | 1:23,093                 | 184,218 km/h             | –     |

### Rennen
| Pos. | Fahrer             | Konstrukteur        | Runden | Stopps | Zeit        | Start | Schnellste Runde |
| ---- | ------------------ | ------------------- | ------ | ------ | ----------- | ----- | ---------------- |
| 01   | René Arnoux        | Ferrari             | 72     | 1      | 1:38:41,950 | 10    | 1:19,863 (33.)   |
| 02   | Patrick Tambay     | Ferrari             | 72     | 1      | + 20,839    | 02    | 1:20,020         |
| 03   | John Watson        | McLaren-Ford        | 72     | 1      | + 43,741    | 15    | 1:21,185         |
| 04   | Derek Warwick      | Toleman-Hart        | 72     | 1      | + 1:16,839  | 07    | 1:21,010         |
| 05   | Mauro Baldi        | Alfa Romeo          | 72     | 1      | + 1:24,292  | 12    | 1:21,326         |
| 06   | Michele Alboreto   | Tyrrell-Ford        | 71     | 1      | + 1 Runde   | 18    | 1:21,753         |
| 07   | Stefan Johansson   | Spirit-Honda        | 70     | 1      | + 2 Runden  | 16    | 1:22,652         |
| 08   | Marc Surer         | Arrows-Ford         | 70     | 0      | + 2 Runden  | 14    | 1:23,482         |
| 09   | Riccardo Patrese   | Brabham-BMW         | 70     | 1      | + 2 Runden  | 06    | 1:20,807         |
| 10   | Raul Boesel        | Ligier-Ford         | 70     | 0      | + 2 Runden  | 24    | 1:23,151         |
| 11   | Corrado Fabi       | Osella-Alfa Romeo   | 68     | 0      | DNF         | 25    | 1:24,502         |
| 12   | Roberto Guerrero   | Theodore-Ford       | 68     | 1      | + 4 Runden  | 20    | 1:23,527         |
| 13   | Bruno Giacomelli   | Toleman-Hart        | 68     | 2      | + 4 Runden  | 13    | 1:22,289         |
| 14   | Thierry Boutsen    | Arrows-Ford         | 65     | 0      | DNF         | 21    | 1:23,387         |
| –    | Keke Rosberg       | Williams-Ford       | 53     | 1      | DNF         | 23    | 1:23,205         |
| –    | Nelson Piquet      | Brabham-BMW         | 41     | 0      | DNF         | 01    | 1:20,235         |
| –    | Alain Prost        | Renault             | 41     | 0      | DNF         | 04    | 1:20,331         |
| –    | Eddie Cheever      | Renault             | 39     | 1      | DNF         | 11    | 1:21,153         |
| –    | Jacques Laffite    | Williams-Ford       | 37     | 1      | DNF         | 17    | 1:23,731         |
| –    | Nigel Mansell      | Lotus-Renault       | 26     | 0      | DNF         | 05    | 1:21,342         |
| –    | Niki Lauda         | McLaren-TAG-Porsche | 25     | 0      | DNF         | 19    | 1:22,462         |
| –    | Danny Sullivan     | Tyrrell-Ford        | 20     | 0      | DNF         | 26    | 1:24,638         |
| –    | Elio de Angelis    | Lotus-Renault       | 12     | 0      | DNF         | 03    | 1:21,733         |
| –    | Andrea de Cesaris  | Alfa Romeo          | 5      | 0      | DNF         | 08    | 1:20,900         |
| –    | Jean-Pierre Jarier | Ligier-Ford         | 3      | 0      | DNF         | 22    | 1:25,259         |
| DSQ  | Manfred Winkelhock | ATS-BMW             | 50     | 1      | –           | 09    | 1:22,050         |

## WM-Stände nach dem Rennen
Die ersten sechs des Rennens bekamen 9, 6, 4, 3, 2 bzw. 1 Punkt(e). In der Fahrerwertung wurden die besten elf Resultate, in der Konstrukteurswertung alle Resultate gewertet.

### Fahrerwertung
| Pos. | Fahrer            | Konstrukteur  | Punkte |
| ---- | ----------------- | ------------- | ------ |
| 01   | Alain Prost       | Renault       | 51     |
| 02   | René Arnoux       | Ferrari       | 43     |
| 03   | Nelson Piquet     | Brabham-BMW   | 37     |
| 04   | Patrick Tambay    | Ferrari       | 37     |
| 05   | Keke Rosberg      | Williams-Ford | 25     |
| 06   | John Watson       | McLaren-Ford  | 22     |
| 07   | Eddie Cheever     | Renault       | 17     |
| 08   | Niki Lauda        | McLaren-Ford  | 12     |
| 09   | Jacques Laffite   | Williams-Ford | 11     |
| 10   | Michele Alboreto  | Tyrrell-Ford  | 10     |
| 11   | Andrea de Cesaris | Alfa Romeo    | 6      |
| 12   | Nigel Mansell     | Lotus-Ford    | 6      |
| 13   | Riccardo Patrese  | Brabham-BMW   | 4      |
| 14   | Marc Surer        | Arrows-Ford   | 4      |
| 15   | Derek Warwick     | Toleman-Hart  | 3      |
| 16   | Mauro Baldi       | Alfa Romeo    | 3      |

| Pos. | Fahrer             | Konstrukteur      | Punkte |
| ---- | ------------------ | ----------------- | ------ |
| 17   | Danny Sullivan     | Tyrrell-Ford      | 2      |
| 18   | Johnny Cecotto     | Theodore-Ford     | 1      |
| 19   | Thierry Boutsen    | Arrows-Ford       | 0      |
| 20   | Jean-Pierre Jarier | Ligier-Ford       | 0      |
| 21   | Chico Serra        | Arrows-Ford       | 0      |
| 22   | Raul Boesel        | Ligier-Ford       | 0      |
| 23   | Stefan Johansson   | Spirit-Honda      | 0      |
| 24   | Bruno Giacomelli   | Toleman-Hart      | 0      |
| 25   | Elio de Angelis    | Alfa Romeo        | 0      |
| 26   | Manfred Winkelhock | ATS-BMW           | 0      |
| 27   | Corrado Fabi       | Osella-Ford       | 0      |
| 28   | Piercarlo Ghinzani | Osella-Alfa Romeo | 0      |
| 29   | Roberto Guerrero   | Theodore-Ford     | 0      |
| 30   | Eliseo Salazar     | RAM-Ford          | 0      |
| –    | Alan Jones         | Arrows-Ford       | 0      |

### Konstrukteurswertung
| Pos. | Konstrukteur              | Punkte |
| ---- | ------------------------- | ------ |
| 01   | Ferrari                   | 80     |
| 02   | Renault                   | 69     |
| 03   | Brabham-BMW               | 41     |
| 04   | Williams-Ford             | 36     |
| 05   | McLaren-Ford/-TAG-Porsche | 34     |
| 06   | Tyrrell-Ford              | 12     |
| 07   | Alfa Romeo                | 9      |
| 08   | Lotus-Ford/-Renault       | 6      |

| Pos. | Konstrukteur            | Punkte |
| ---- | ----------------------- | ------ |
| 09   | Arrows-Ford             | 4      |
| 10   | Toleman-Hart            | 3      |
| 11   | Theodore-Ford           | 1      |
| 12   | Ligier-Ford             | 0      |
| 13   | Spirit-Honda            | 0      |
| 14   | ATS-BMW                 | 0      |
| 15   | Osella-Ford/-Alfa Romeo | 0      |
| 16   | RAM-Ford                | 0      |